# Zetaproteobacteris
La classe Zetaproteobacteria és la més recentment descoberta de les sis que componen el fílum dels Proteobacteria. Inicialment estava constituïda per una sola espècie, Mariprofundus ferrooxidans, el qual és un bacteri quimiolitotròfic oxidador de ferro, que fou aïllat del volcà submarí Loihi Seamount després d'una erupció. Actualment però, la classe consta de sis espècies bacterianes, cinc de les quals pertanyent al gènere Mariprofundus, i la sisena al gènere Ghiorsea.